# Глогувець
Глогувець (пол. Głogówiec, нім. Glogau) — село в Польщі, у гміні Яніково Іновроцлавського повіту Куявсько-Поморського воєводства.
Населення — 230 осіб (2011).
У 1975-1998 роках село належало до Бидгощського воєводства.

## Демографія
Демографічна структура станом на 31 березня 2011 року:
|          | Загалом | Допрацездатний вік | Працездатний вік | Постпрацездатний вік |
| -------- | ------- | ------------------ | ---------------- | -------------------- |
| Чоловіки | 128     | 34                 | 83               | 11                   |
| Жінки    | 102     | 27                 | 55               | 20                   |
| Разом    | 230     | 61                 | 138              | 31                   |